# Gare d'Amplepuis
La gare d'Amplepuis est une gare ferroviaire française de la ligne du Coteau à Saint-Germain-au-Mont-d'Or située sur la commune d'Amplepuis dans le département du Rhône et la région Auvergne-Rhône-Alpes.
C'est une gare voyageurs de la Société nationale des chemins de fer français (SNCF) du réseau TER Auvergne-Rhône-Alpes, desservie par des trains express régionaux.

## Situation ferroviaire
Établie à 430 mètres d'altitude, la gare d'Amplepuis est située au point kilométrique (PK) 448,780 de la ligne du Coteau à Saint-Germain-au-Mont-d'Or entre les gares de Saint-Victor - Thizy et Tarare. La gare dispose de deux quais latéraux qui mesurent 213 m.

## Histoire
La gare d'Amplepuis est mise en service en 1866 par la Compagnie des chemins de fer de Paris à Lyon et à la Méditerranée (PLM). Elle est une gare en cul-de-sac jusqu'à la mise en service du tunnel des Sauvages de la section comprise entre Amplepuis et Tarare le 19 octobre 1868 complétant la ligne dans son intégralité.

## Fréquentation
De 2015 à 2023, selon les estimations de la SNCF, la fréquentation annuelle de la gare s'élève aux nombres indiqués dans le tableau ci-dessous.
| Année                      | 2015    | 2016    | 2017    | 2018    | 2019    | 2020    | 2021    | 2022    | 2023    |
| -------------------------- | ------- | ------- | ------- | ------- | ------- | ------- | ------- | ------- | ------- |
| Voyageurs                  | 289 331 | 298 064 | 317 836 | 276 412 | 317 136 | 206 265 | 245 200 | 314 879 | 395 325 |
| Voyageurs et non voyageurs | 361 664 | 372 581 | 397 295 | 345 515 | 396 420 | 257 831 | 306 500 | 393 599 | 411 656 |

## Service des voyageurs

### Accueil
Gare SNCF, elle dispose d'un bâtiment voyageurs avec guichet, ouvert tous les jours. Elle est équipée d'automates pour l'achat de titres de transport TER. De plus, elle accueille en son sein depuis 2015, une Maison de services au public PIMMS, qui permet d’apporter une offre de service public gratuite et ouverte à tous.

### Dessertes
Amplepuis est une gare voyageurs SNCF du réseau TER Auvergne-Rhône-Alpes, desservie par des trains express régionaux de la relation : Roanne - Lyon-Perrache.

### Intermodalité
Un parc pour les vélos et un parking pour les véhicules y sont aménagés.

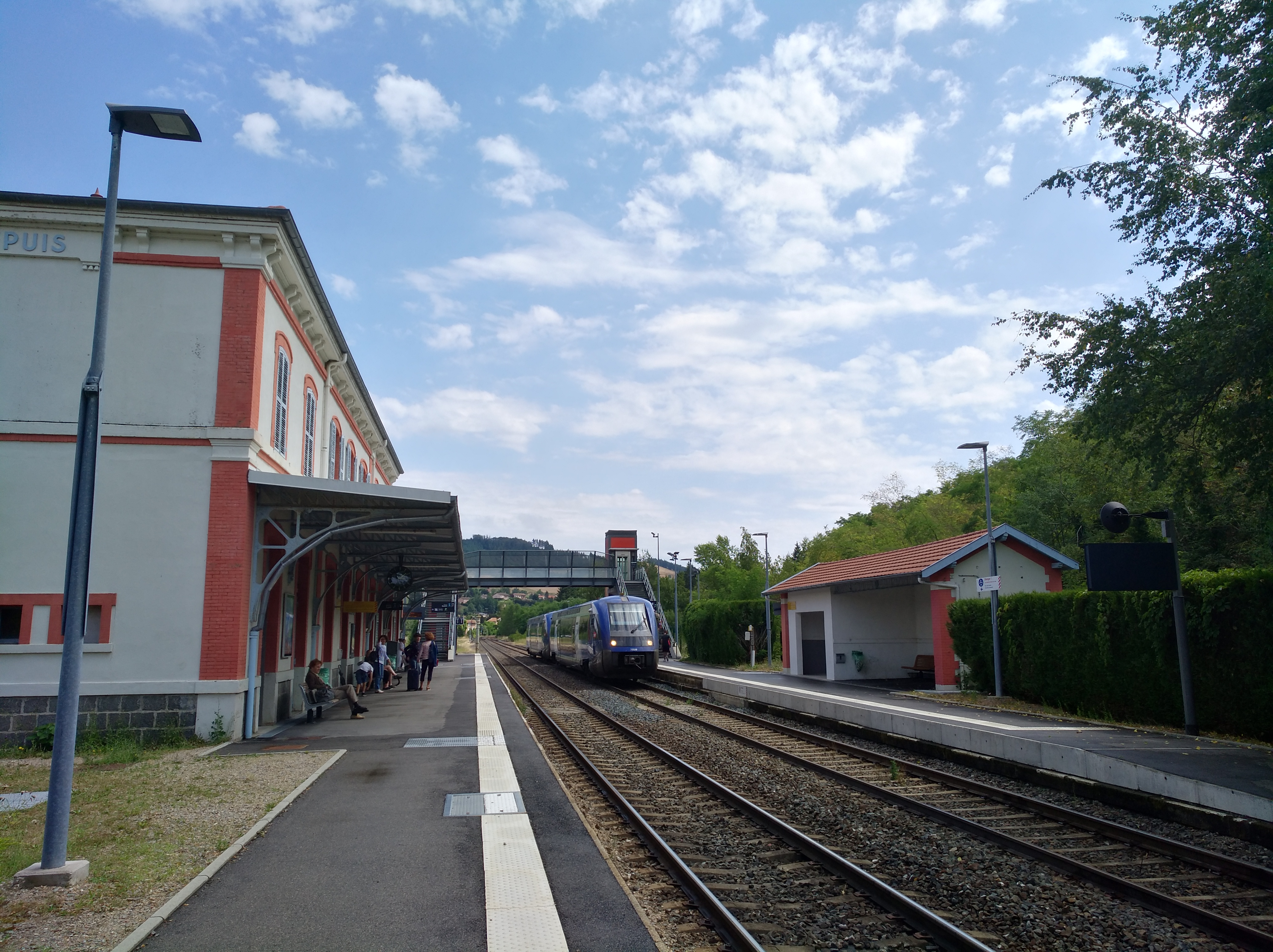
Vue Intérieur de la gare avec un X 73500 à quai.
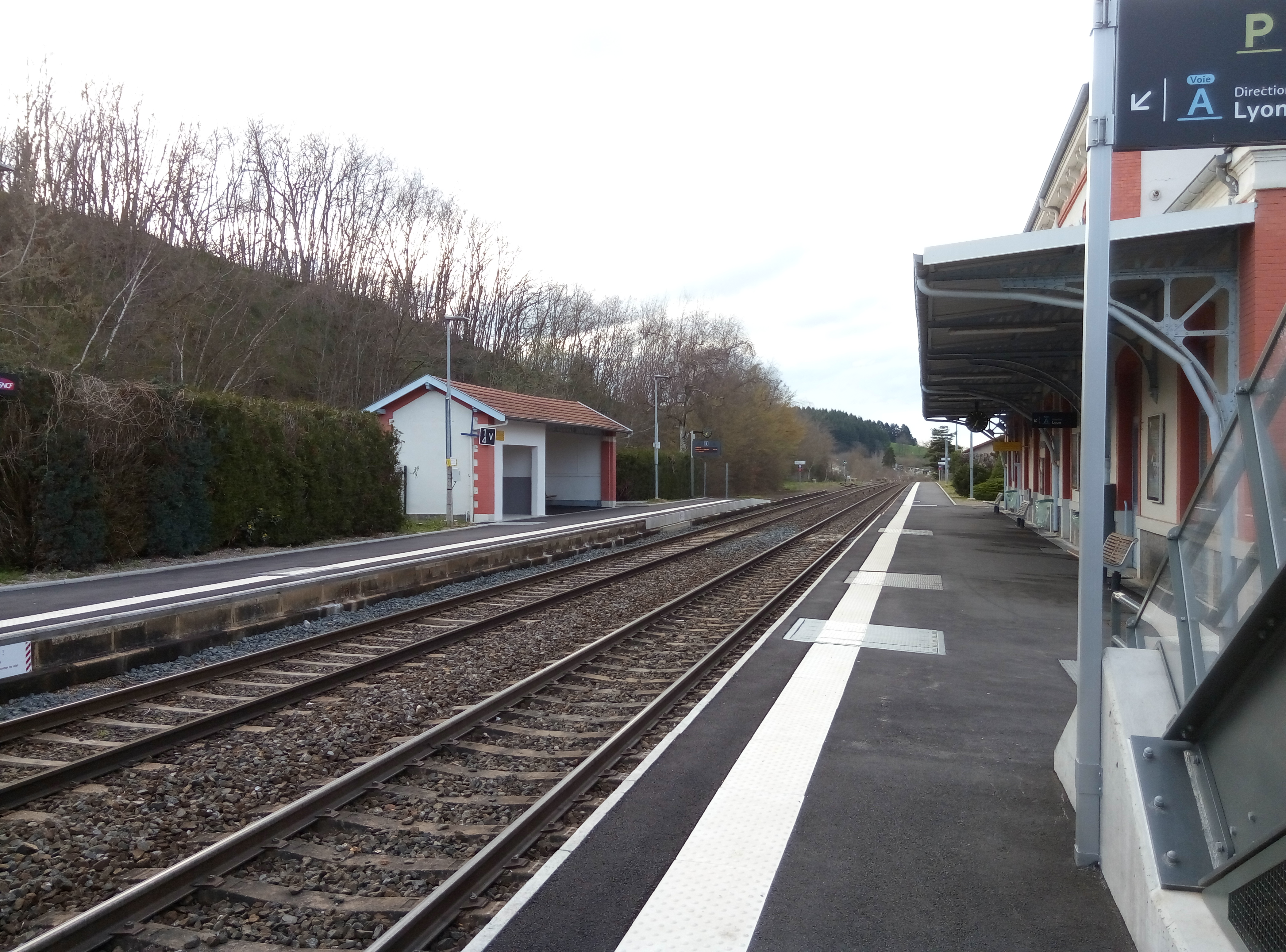
L'Abri de quai. voie 2
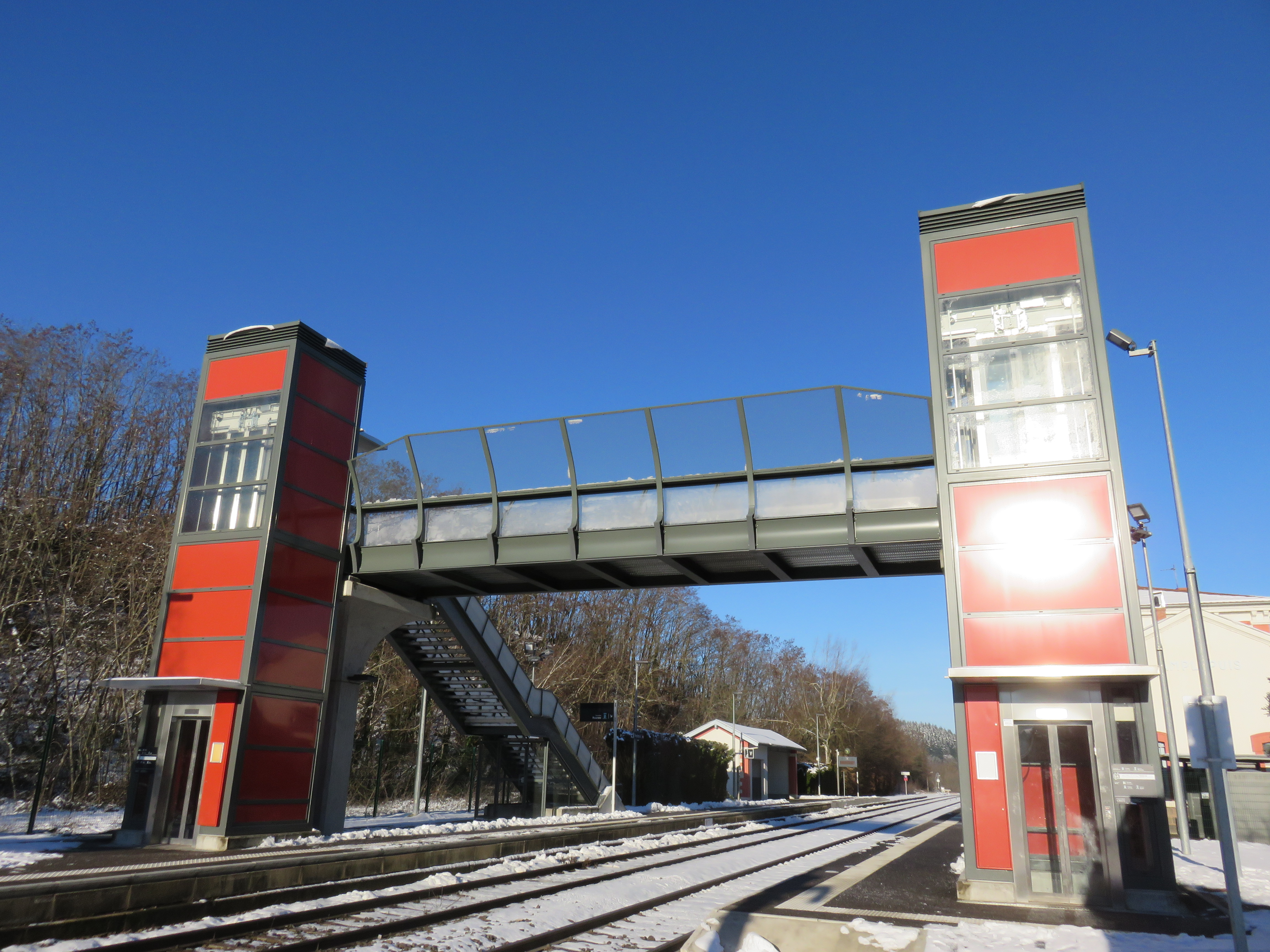
La Passerelle et les ascenseurs.